# HEAT-UPユニバーサル王座
HEAT-UPユニバーサル王座（ヒート-アップ・ユニバーサルおうざ）は、プロレスリングHEAT-UPが管理、認定している王座。

## 歴史
2016年1月7日、プロレスリングHEAT-UP北沢タウンホール大会で行われた初代王座決定戦に勝利した田村和宏が初代王者になった。

## 歴代王者
| 歴代   | 選手                           | 戴冠回数 | 防衛回数 | 獲得日付       | 獲得場所 （対戦相手・その他）           |
| ------ | ------------------------------ | -------- | -------- | -------------- | --------------------------------------- |
| 初代   | 田村和宏                       | 1        | 6        | 2016年1月7日   | 北沢タウンホール 新井健一郎             |
| 第2代  | ノリ・ダ・ファンキーシビレサス | 1        | 1        | 2017年11月25日 | 新百合トゥエンティワンホール            |
| 第3代  | 兼平大介                       | 1        | 5        | 2018年5月16日  | 新百合トゥエンティワンホール            |
| 第4代  | マッドドッグ・マックス         | 1        | 10       | 2019年6月22日  | リスボン                                |
| 第5代  | TAMURA                         | 2        | 2        | 2019年8月25日  | カルッツかわさき                        |
| 第6代  | 新井健一郎                     | 1        | 0        | 2021年5月16日  | 新百合トゥエンティワンホール            |
| 第7代  | TAMURA                         | 3        | 2        | 2019年8月25日  | 新百合トゥエンティワンホール            |
| 第8代  | 藤波辰爾                       | 1        | 0        | 2021年9月17日  | とどろきアリーナ 返上                   |
| 第9代  | 長井満也                       | 1        | 1        | 2022年2月3日   | 北沢タウンホール 兼平大介               |
| 第10代 | 兼平大介                       | 2        | 6        | 2022年5月2日   | 後楽園ホール 返上                       |
| 第11代 | ヒデ久保田                     | 1        | 0        | 2023年5月3日   | 名古屋国際会議場イベントホール 大谷譲二 |
| 第12代 | TAMURA☆GENE☆                   | 3        | 11       | 2023年5月21日  | 新百合トゥエンティワンホール            |
| 第13代 | 定アキラ                       | 1        | 0        | 2025年6月1日   | 新百合トゥエンティーワンホール          |
| 第14代 | 秦野友貴                       | 1        |          | 2025年8月17日  | とどろきアリーナ                        |